# Kelvim Escobar
Kelvim Escobar (La Guaira, Venezuela, 11 de abril de 1976) es un lanzador venezolano que jugó en las Grandes Ligas para Los Angeles Angels of Anaheim (2004-2009). Firmó con los Mets de Nueva York en 2010 pero los problemas en el hombro derecho le impidieron actuar. Batea y lanza a la derecha.
Escobar fue firmado como agente libre por Toronto en 1992, debutando en Grandes Ligas en 1997. Domina la recta de cuatro costuras, de dos costuras, y el cambio. Tiene un repertorio con una amplia variedad de lanzamientos; incluyendo el Split-finger, la curva y el slider.
Había alternado el rol de abridor y cerrador como Dennis Eckersley y John Smoltz. Después de seis temporadas de cambiar de rol en rol cerrando y abriendo juegos para los Azulejos de Toronto, estos lo decidieron cambiar a la rotación en 2003, rol que ha cumplido hasta ahora, a excepción de 2005, cuando quedó fuera por lesión. En el 2003 tenía un registro de 8-3 en 14 aperturas antes del juego de estrellas. Terminó con registro de 12-8 con 159 ponches y 3.92 de efectividad en 26 aperturas. Escobar salvó 38 juegos en 2002 quedando como segundo en la historia de Toronto en una sola temporada. 
Firmó como Agente Libre con Anaheim en la temporada de 2004. Siendo el segundo en la rotación dejó registro de 11-12, pero lideró el equipo en efectividad (3.93), ponches (191, máximo en su carrera), efectividad (1.29) e innings pichados (208.1, máximo en su carrera).
En el 2006, Escobar tuvo una mala temporada dejando registro de 11-13 con 3.61 efectividad. En el 2007 tuvo la mejor temporada de su carrera al dejar registro de 18-7 con efectividad de 3.40 y 160 ponches, además de llegar a su victoria número 100 el 12 de septiembre contra los Baltimore Orioles. 
El 15 de agosto de 2001, Escobar se combinó con otros lanzadores venezolanos (Giovanni Carrara, Omar Daal, y Freddy García) quienes ganaron en sus respectivas aperturas, siendo la primera vez que 4 lanzadores venezolanos ganaban un juego el mismo día.
En Venezuela es ficha de los Cardenales de Lara, obteniendo tres títulos con los crepusculares. También vistió la camiseta de los Tigres de Aragua en la final de la temporada 2001-2002 en calidad de refuerzo, donde fue protagonista de un duelo que tuvo con su compañero de los Cardenales, Robert Pérez, que estaba reforzando al Magallanes, en el primer juego de la final.
Hoy día en el 2010 Le Cantó Una Canción con los Cadillacs Llamado Meridiano Contigo de Meridiano Televisión y en 2013, vive en Venezuela y era novio de la famosa y polémica Diosa Canales
- Datos: Q3108253
- Multimedia: Kelvim Escobar / Q3108253